# Уйсун
Уйсун (каз. Үйсін) — самое крупное по численности родоплеменное объединение у казахов, составляющее большинство Старшего жуза, а также являющимся крупным племенем ногайцев, узбеков и других тюркских народов.

## Численность и расселение
Ареал расселения казахских уйсунов занимает территории Алматинской, Жамбыльской и Южно-Казахстанской областей, частично Бокейординский, Жанибекский районы Западно-Казахстанской области, а также казахские ирриденты в Ташкентской области Узбекистана и юго-западной части Или-Казахского автономного округа в китайском Синьцзяне, где живут представители уйсинских племен албан и суан.
Согласно расчетам Н. Э. Масанова, во второй половине XIX в. численность уйсунов составляла 515—545 тыс. человек (16.9 % от всех казахов). По данным М. Т. Тынышпаева, в начале XX в. их численность достигала 850 тыс. человек. По данным А. А. Темиргалиева, в 1911—1913 годах их численность составляла 699 850 человек (15.5 % от всех казахов). По оценке Б. Р. Ракишева, современная численность уйсунов — 2 753 700 человек.

## Происхождение
Есть две основные версии их происхождения. Первую версию в XIX в. выдвинул русский историк-востоковед В. В. Григорьев, в которой отождествил уйсунов с народом усунь, пришедших на территорию современного Казахстана из степей Восточной Азии во II в. до н. э.
Вторую версию выдвинул выдающийся казахский ученый XIX в. Ч. Ч. Валиханов. Он связывал приход уйсунов на территорию Казахстана с монгольской экспансией XIII в., а происхождение — с монгольским племеним ушин (хушин). Б. Б. Ирмуханов в уйсунах видел потомков дарлекин-монгольского племени ушин. А  Ж. М. Сабитов поддерживает нирун-монгольскую происхождения уйсунов. Согласно одной из версий, возводящих происхождение уйсунов к нирунам, после истребления племени чжуркин, Чингисхану были представлены двое уцелевших детей — Борохул и Байку (известный также как Майкы-бий). Им было запрещено сохранять прежнее имя, и по названию местности их проживания (Ушин-Ци) они получили новое племенное имя — ушин. Потомки Борохула стали известны как монгольские ушины, тогда как Байку-нойон был направлен в западный поход. Его потомки впоследствии образовали золотоордынский род уйшин, от которого, как полагают, происходят казахские уйсуны. Это так же подтверждается по сведениям Рашид ад-Дина, Майкы-бий был соратником Чингисхана, поэтому приставлен к сыну Джучи как один из карачи-беков с целью помогать управлять улусом (территорией и людьми).
Отцом Майкы-бия, согласно шежире, был Уйсун. Как считал М.-Х. Сулейманов, Уйсуна следует отождествлять со старцем Усуном из племени баарин, родственником Чингисхана и одним из его главных советников. Подобного мнения также придерживаются Ж. М. Сабитов и Н. Б. Баймуханов.
Этноним уйсун зафиксирован в родоплеменных структурах ногайцев, узбеков, крымских татар, литовских татар, халха-монголов (в форме ушин), хазарейцев. Башкирские табыны считают себя потомками уйсина Майкы.

## Гаплогруппа
Для уйсунов характерной является гаплогруппа С2-M217. Причем для кланов суан, албан, сарыуйсун, шапырашты характерно накопление только варианта С2*-М217(хМ48, xM407). Тогда как для кланов ошакты, сиргели, ысты встречен и маркер C2b1a2-М48.
Генетически казахским уйсунам наиболее близки казахские кереи, коныраты и алшины (байулы, алимулы). Из других народов Центральной Азии наиболее близки кыргызское родоплеменное объединение монолдор и баяты, проживающие в аймаке Увс на северо-западе Монголии.

## Родовой состав
Казахские уйсуны Старшего жуза состоят из следующих кланов: сарыуйсын, шапрашты, ошакты, ысты, дулат, албан, суан. В некоторых источниках к уйсунам причислены шакшам и сиргелы. Кроме того,  на западе Казахстана живут уйсин-ногаи Букеевской Орды, которые входят в состав племенного союза ногай-казак Младшего жуза.
Согласно шежире, абак-кереи по мужской линии восходят к уйсунам.
| Состав Уйсун | Состав Уйсун | Состав Уйсун                         | Состав Уйсун                            | Состав Уйсун                                          | Состав Уйсун                              | Состав Уйсун     | Состав Уйсун      |
| Племя        | албан | дулат                                | ошакты                                  | суаны                                                 | шапырашты                                 | ысты             | сары уйсын        |
| ------------ | --- | ------------------------------------ | --------------------------------------- | ----------------------------------------------------- | ----------------------------------------- | ---------------- | ----------------- |
| Роды         | 1. сары 1. шоган 2. Досалы 3. Кажбанбет 4. жарты 5. алжан 6. курман 7. айт 8. бозым 9. кыстык 1. шыбыл 1. коныр-борик 2. кызыл-борик | 1. ботпай 2. жаныс 3. сикым 4. шымыр | 1. аталык 2. байлы 3. коныр 4. тасжурек | 1. байтюгей 2. токарстан 3. багыс 4. сартай 5. нартай | 1. екей 2. еміл 3. асыл 4. шыбыл 5. айкым | 1. ойык 2. тилик | 1. калша 2. жакып |

## Шежире
Существует несколько версий шежире уйсунов.
Ч. Ч. Валиханов: У Тобея был сын Уйсун, у которого было 4 сына: Коелдер, Мекрен, Майки, Когам. От Коелдера происходит Катаган, от Мекрена — Джалаир, от Когама — Канлы, от Майки — Абак. От Абака происходят: Ысты, Байдибек, Шапрашты, Ошакты. Сыновьями Байдибека были Сары Уйсун и Джаршак, от которого происходили Дулат, Албан и Суан.
Г. Н. Потанин: у Уйсуна было два сына — Абак и Тарак. От Тарака происходили жалаиры, от Абака — Дулат, Албан, Суан (по другим сведениям добавляли Сары Уйсуна), от Токал (второй жены) — Шапырашты, Ошакты, Ысты, Сыргелы, а Канлы и Шанышкылы являются пришельцами (кирме).
Согласно шежире научно-исследовательского центра Алаш, сыновьями Тобея были: Майкы, Когам, Койылдар, Мекрейл. Сыновьями Майкы были: Бактияр, Канлы, Кырыкжуз, Мынжуз. Сыновьями Бактияра были Уйсун и Сргелы, сыновья Уйсуна — Аксакал (Абак), Жансакал (Тарак). Сыном Тарака был Жалайыр, сыном Аксакала был Караша-би. Сыновьями Караша-бия были Байдибек и Байдолла. Сыном Байдуллы был Шакшам. Сыновьями Байдибека были Сары Уйсун, Жалмамбет, Жарыкшак. Сыновьями Жалмамбета были Шапырашты, Ысты, Ошакты, сыновьями Жарыкшака — Албан, Суан, Дулат.
Согласно шежире З. Садибекова: у Майкы был сын Бахтияр, у него было два сына — Ойсыл и Уйсил. У Ойсыла было три сына: Жалмамбет (отец Ошакты), Жарымбет (отец Шапырашты), Жарас (отец Ысты). У Уйсила сын Абак (Аксакал), у которого сын Караш-би. У него сыновья Байдибек и Байдуыл. У Байдуыла — сын Шакшам, у Байдибека — сын Сары Уйсун (от Байбише — старшей жены) и Жарыкшак (от Домалак ана). У Жарыкшака — сыновья Албан, Суан, Дулат.